# CanelaParty
CanelaParty és un festival de música no mainstream que se celebra a Torremolinos (Málaga) des de l'any 2007 quan va començar com una petita festa de 200 persones en una sala i arribant als 20.000 assistents durant quatre dies de festival amb bandes nacionals i internacionals com King Gizzard & The Lizard Wizard, Carpenter Brut, Triangulo de Amor Bizarro, Dan Deacon, Dinosaur Jr., Viagra Boys entre d'altres. Al festival no és obligatori disfressar-se, però el dissabte del cap de setmana quan se celebra el festival, es recomana al públic que es disfressi per sentir-se millor integrat en l'ambient, ja que aquest dia s'anomena "El Gran Pitote" i tant el públic com les bandes procuren generar gran interacció entre ells de la forma més estrambòtica possible. També el dimecres de la setmana que se celebra el festival l'entrada és gratuïta.
L'esdeveniment destaca per tenir un nombre limitat d'entrades i la voluntat d'oferir condicions laborals justes als seus treballadors i també a les bandes que hi actuen. Per exemple en la seva edició del 2022 es contractaren fins a 55 cambrers els quals cobraren 13 euros nets l'hora més un sopar calent, el que era un sou el doble del mínim que marcava la llei espanyola, i que suposaria un 3% del pressupost del festival. Això feu que els ingressos a les barres de bar del festival cobrissin més del 50% del pressupost del festival, sense pràcticament cues per aconseguir una beguda ni tampoc pèrdues econòmiques. Els preus de les begudes també s'ajustaren arribant a cobrar 4,5 euros per mig litre de cervesa, fent que amb les tres primeres cerveses servides cada hora per cada cambrer ja es cobria els set euros de més de sou que el festival estava pagant al personal de les barres.
El festival CanelaParty començà l'any 2007 a Màlaga, quan Álvaro Fernández, Antonio Mata i Beto Pérez, els quals formaven part de l'associació Culoactivo Canela, decidiren celebrar la primera edició, ja que ells tocaven en una banda anomenada The Skirmish Society. Com que interpretaven música que no era popular massivament decidiren disfressar-se, llençar confeti i anar ampliant l'espectacle fins a fer el següent pas que seria animar que el públic també es disfressés. La seva aposta per anar ampliant la festa fins a fer-ne un festival aniria lligada a la idea que l'organització primaria la qualitat, comoditat i sostenibilitat abans que el negoci, ja que ells no depenien del món de la música per viure. En les primeres edicions els concerts se celebraven en diverses sales i espais de Torremolinos per tal d'oferir varietat, però des del 2022 l'espai on se celebra el festival és el Recinto Ferial de Torremolinos.